# Eustigma oblongifolium
Eustigma oblongifolium är en trollhasselart som beskrevs av George Gardner och Champ.. Eustigma oblongifolium ingår i släktet Eustigma och familjen trollhasselfamiljen. Inga underarter finns listade i Catalogue of Life.